# Aluvalli, Sakleshpur
Aluvalli là một làng thuộc tehsil Sakleshpur, huyện Hassan, bang Karnataka, Ấn Độ.